# Hänslin Mittermeier
Hänslin Mittermeier, auch Hans Mittermaier und Hans Nidermair genannt (* 2. Hälfte des 15. Jahrhunderts in Ingolstadt; † 1529 in Linz), war ein täuferischer Sendbote und Märtyrer.

## Leben
Hänslin Mittermeier stammte aus Ingolstadt, worauf sein Beiname Hans (oder Hänslin) von Ingolstadt schließen lässt. Seine familiäre Herkunft ist unbekannt. Auch liegen über seine Jugendjahre und über seine ersten Kontakte zur Täuferbewegung keine gesicherten Informationen vor. Die Taufe empfing Mittermeier von Balthasar Hubmaier im Jahr 1527. Ende August desselben Jahres finden wir ihn als Anhänger Huts unter den Teilnehmern der Augsburger Märtyrersynode, wo er von den im Haus von Matthias Fischer Versammelten gemeinsam mit Leonhard Dorfbrunner als Sendbote Huts nach Österreich ausgesandt wurde. Während Dorfbrunner bereits 1528 in Passau gefangen genommen wurde, erreichte Mittermeier Linz und wirkte dort gemeinsam mit Wolfgang Brandhuber unter den Mitgliedern der täuferischen Bruderschaft im Land der Enns. Sie hatten dort nach dem gewaltsamen Ende der steyrischen Täufergemeinde Zuflucht gefunden. Seine Wirksamkeit war allerdings nur von kurzer Dauer. Schon 1529 wurden er und Brandhuber mit 75 weiteren Täufern in Linz inhaftiert und kurze Zeit später hingerichtet. Die bei Mittermeier angewandte Hinrichtungsmethode ist nicht bekannt. Die Quellen berichten nur, dass einige der Linzer Gefangenen enthauptet und andere auf dem Scheiterhaufen verbrannt worden sind.
Im Geschichtbuch der Hutterischen Brüder und im Märtyrerspiegel wird ein Hans Nidermair beziehungsweise Hans Niedermaier als Prediger der Linzer Bruderschaft im Land der Enns erwähnt. Die Akten der Augsburger Märtyrersynode machen jedoch wahrscheinlich, dass er mit Hänslin Mittermeier identisch ist.

## Taufsukzession
Die Linie der Taufsukzession geht bei Hänslin Mittermeier (April 1527) über Balthasar Hubmaier (Ostern 1525), Wilhelm Reublin (Januar 1525), Jörg Blaurock (Januar 1525) auf Konrad Grebel (Januar 1525) zurück. Die in Klammern gesetzten Daten bezeichnen das jeweilige Taufdatum. Belege dazu finden sich in den Biographieartikeln der erwähnten Personen.